# Hey Boy Hey Girl
Hey Boy Hey Girl is een nummer van The Chemical Brothers, uitgebracht op 31 mei 1999 door het platenlabel Freestyle Dust. Het nummer behaalde de 3e positie in de UK Singles Chart en de 25e positie in de Nederlandse Top 40.

## Hitnoteringen

### Nederlandse Top 40
| Hitnotering: 19-06-1999 t/m 17-07-1999 | Hitnotering: 19-06-1999 t/m 17-07-1999 | Hitnotering: 19-06-1999 t/m 17-07-1999 | Hitnotering: 19-06-1999 t/m 17-07-1999 | Hitnotering: 19-06-1999 t/m 17-07-1999 | Hitnotering: 19-06-1999 t/m 17-07-1999 | Hitnotering: 19-06-1999 t/m 17-07-1999 |
| Week                                   | 1                                      | 2                                      | 3                                      | 4                                      | 5                                      | 6                                      |
| -------------------------------------- | -------------------------------------- | -------------------------------------- | -------------------------------------- | -------------------------------------- | -------------------------------------- | -------------------------------------- |
| Positie                                | 31                                     | 26                                     | 25                                     | 33                                     | 40                                     | uit                                    |

### NPO Radio 2 Top 2000
| Nummer met noteringen in de NPO Radio 2 Top 2000 | '16  | '17  | '18  | '19  | '20  | '21  | '22  |
| ------------------------------------------------ | ---- | ---- | ---- | ---- | ---- | ---- | ---- |
| Hey Boy Hey Girl                                 | 1816 | 1745 | 1993 | 1983 | 1959 | 1991 | 1995 |

1. ↑  Een vetgedrukt getal geeft de hoogste notering aan.
2. ↑  2016 was het eerste jaar met een notering voor dit nummer.
3. ↑  Deze tabel is bijgewerkt tot en met de laatste editie (2024).